# Fuckowa Góra
Fuckowa Góra (dawniej: Kokorzyk; 644 m) – góra w Beskidzie Makowskim w polskich Beskidach Zachodnich.

## Położenie
Znajduje się w Pasmie Koskowej Góry, w jej bocznym ramieniu, odchodzącym od głównego grzbietu pasma w Parszywce w kierunku południowym, a następnie południowo-wschodnim i opadającym ku dolinie Krzczonówki w Tokarni. Położona jest na południowy wschód od Kusikówki (706 m), stanowiąc ostatnie znaczniejsze wzniesienie we wspomnianym bocznym ramieniu. Od strony północno-wschodniej jej masyw ogranicza dolina Więcierzy, zaś od strony południowo-zachodniej dolina Bogdanówki.
Szczyt leży w granicach wsi Skomielna Czarna w gminie Tokarnia.

## Charakterystyka
Stoki łagodne, w dolnych partiach dość silnie rozczłonkowane dolinkami szeregu drobnych dopływów wspomnianych potoków: Bogdanówki, Krzczonówki i Więcierzy. Aż po sam szczyt pokryte mozaiką pół uprawnych, pastwisk i niewielkich areałów lasów.

## Nazwa
Nazwa szczytu pochodzi od roli Fuckowej (obecnie osiedle Skomielnej Czarnej), wspinającej się z doliny Bogdanówki na południowe stoki góry. Nazwa Kokorzyk, pod jaką szczyt występuje na starszych mapach (np. , ) i w przewodnikach turystycznych (np. ,), odnosi się do południowo-wschodniego ramienia Fuckowej Góry, opadającego ku dolinie Bogdanówki.

## Turystyka
Zachodnimi stokami Fuckowej Góry biegną znaki zielone  szlaku turystycznego ze Skomielnej Czarnej do Więcierzy (przysiółek Tokarni w dolinie Więcierzy). Sam wierzchołek jest pokryty lasem, jednak wiele łąk i polan w strefie podszczytowej oferuje łącznie dookolny widok na bliższą okolicę.